# Shubert (Nebraska)
Shubert je selo u američkoj saveznoj državi Nebraska. Prema popisu stanovništva iz 2010. u njemu je živjelo 150 stanovnika.